# NGC 5799
NGC 5799 este o galaxie lenticulară situată în constelația Pasărea Paradisului. A fost descoperită în 4 aprilie 1835 de către John Herschel. Se află la o distanță de 24,66 de megaparseci de Pământ.